# Старинський Олег Михайлович
Олег Михайлович Старинський (нар. 28 листопада 1985, Біла Церква, Україна) — український футбольний тренер клубу Прем'єр-ліги Камбоджі «Пномпень Кроун».

## Життєпис
Спочатку працював асистентом у тренерському штабі, допомагав тренувати юнацьку збірну Малайзії (U-17) та юнацьку збірну Камбоджі (U-19), а також очолював юнацьку (U-19) команду «Пномпень Краун» (U-19). З 2016 по 2017 рік очолював дорослу команду «Пномпень Краун». У 2019 році виїхав до Молдови, де допомагав тренувати «Сперанцу» (Ніспорени). З 2019 по 2020 рік працював аналітиком в юнацькій (U-19) команді донецького «Шахтаря». У 2020 році знову очолив «Пномпень Краун».

## Титули і досягнення
- Чемпіон Камбоджі: 2020-21, 2022
- Володар Кубка камбоджійської ліги: 2022, 2023
- Володар Суперкубка Камбоджі: 2022, 2023
- Володар Кубка Камбоджі: 2025